# 해피앤드 101가지 부부이야기
《해피엔드》는 채널A에서 토요일 오후 11시에 방송되었던 텔레비전 드라마이다.

## 기획 의도
현재 시대를 살아가는 부부들의 이야기를 그린 텔레비전 드라마다.

## 등장 인물

### 1회(시어머니의 올가미)
- 이희진 - 혜원 역
- 권민 - 기욱 역
- 이미지 - 옥자 역
- 김기현 - 동천 역
- 김정운 - 정수 역

### 2회(아내의 주홍글씨)
- 신주아 - 유선 역
- 김승현 - 재혁 역
- 정승교 - 승우 역
- 한시윤 - 재은 역

### 3회(내 아내의 아이)
- 황인영 - 선영 역
- 조연우 - 성욱 역
- 폴 스태포드 - 앤써니 역

### 4회(죽어야 사는 남자)
- 이일화 - 정자 역
- 김일우 - 만수 역
- 오태경 - 우현 역

### 5회(내 사랑 프린스)
- 이희진 - 선미 역
- 박형준 - 봉수 역
- 김시운 - 현아 역

### 6회(당신이 잠든 사이에)
- 신주아 - 보라 역
- 강태성 - 승우 역
- 조재완 - 영범 역

### 7회(사교육의 여왕)
- 황인영 - 시연 역
- 원기준 - 경철 역
- 고정민 - 윤아 역

### 8회(내 어머니, 당신 어머니)
- 이일화 - 지영 역
- 박준혁 - 영호 역
- 장희진 - 문자 역
- 김범석 - 기철 역

### 9회(사생결단 시집살이)
- 이희진 - 희주 역
- 김수근 - 재훈 역
- 이금주 - 정순 역
- 권성현 - 윤정 역

### 10회(못 말리는 이혼전쟁)
- 황인영 - 수진 역
- 박준혁 - 기철 역
- 김익태 - 만호 역
- 윤예인 - 영숙 역

### 11회(앞 치마 두른 남자)
- 이미은

## 같이 보기
- 부부클리닉 사랑과 전쟁 (KBS 예능본부 제작)